# Schaapskooi (Borger)

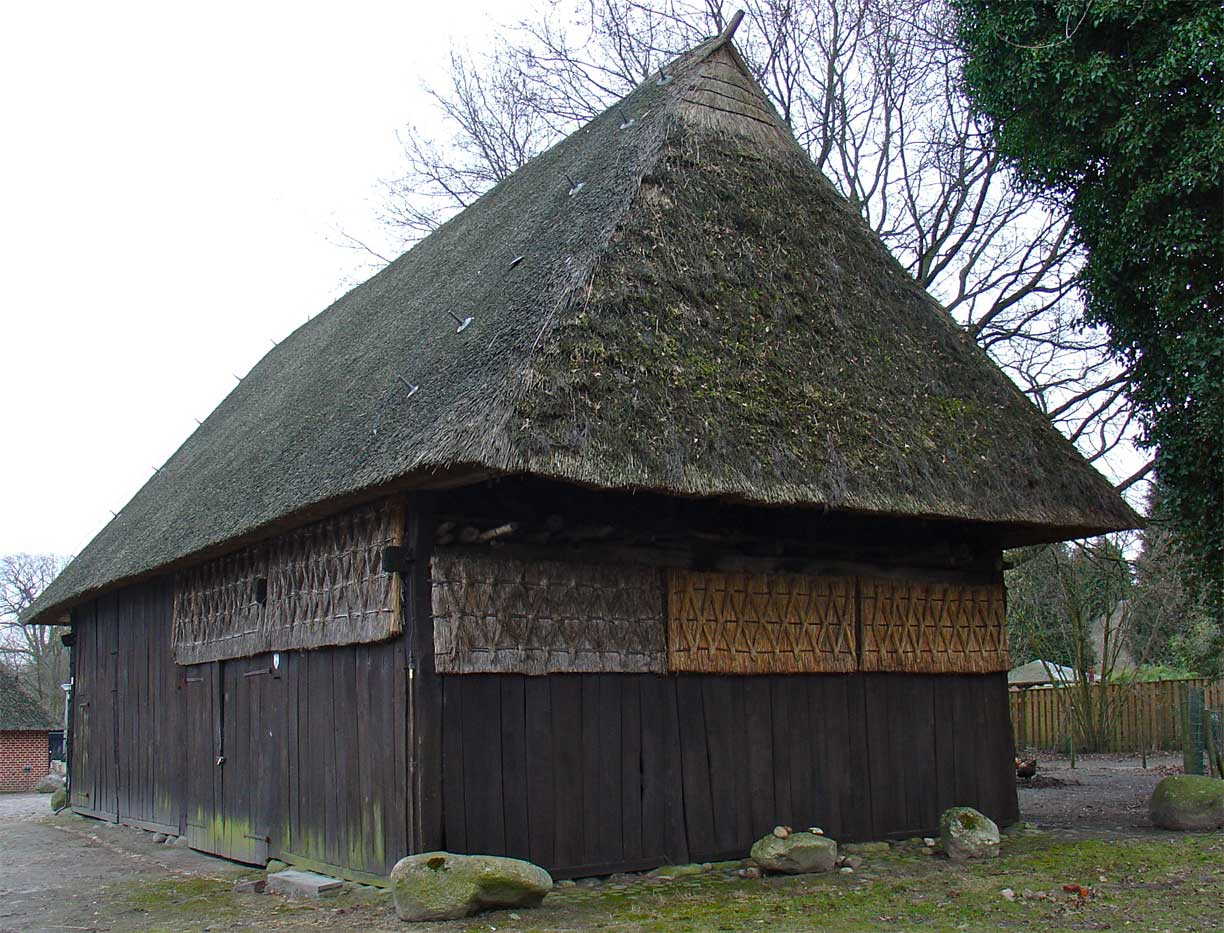
Achterzijde met vlechtwerk van de schaapskooi in Borger anno 2010

De schaapskooi aan de Hunebedstraat in de Drentse plaats Borger is een monumentaal bouwwerk.

## Beschrijving
De schaapskooi zou, volgens de Rijksdienst voor het Cultureel Erfgoed, mogelijk in aanleg dateren uit de 18e- eeuw of eerder. In het houten bouwwerk zijn de opstaande delen van de gebinten zichtbaar. Aan de buitenzijde zijn de muren gedeeltelijk bekleed met strovlechtwerk in een decoratief ruitpatroon. Het bouwwerk heeft een rieten overhangend schilddak met een stronok en -toef. Het bouwwerk is erkend als rijksmonument.
De schaapskooi doet in de winter dienst als verblijf van het pluimvee van de naast het gebouw gelegen zorgboerderij. Deze boerderij is ingericht als kleinschalige wooneenheid voor dementerende ouderen en is een onderdeel van het plaatselijke verpleegtehuis.